# Alok
Алок Аккар Перес Петрилло (порт.-браз. Alok Achkar Peres Petrillo; род. 26 августа 1991, в Гоянии Бразилия) — бразильский диджей и музыкальный продюсер, более известен под своим сценическим псевдонимом Alok.

## Биография
Алок Петрилло сын диджеев Ekanta и Swarup, которые также были и организаторами фестивалей электронной музыки. Алок имеет итальянские и португальские корни. С 12 лет начал свою музыкальную карьеру вместе со своим братом Бхаскаром Петрилло. В 2014 и 2015 годах награждается премией «Лучший бразильский диджей». По версии журнала DJ Magazine становится одним из наилучших диджеев Бразилии. Имя Alok в переводе с санскрита означает «свет».
С 10-ти лет Алок начал учиться играть на музыкальных инструментах со своим братом Бхаскаром. Со своим братом он бывал в звукозаписывающей студии их отца Swarup‘a, учась записывать музыку. По словам матери Ekanta, они интересовались созданием ремиксов, Алок с друзьями стали смешивать различные песни добавляя в них дополнительную музыку.
Петрилло с братом посещал проект Logica, созданный родителями[значимость факта?].
Алок основал в 2015 году лейбл звукозаписи Up Club Records, на котором он предлагает другим исполнителям записывать свои песни.

## Дискография

### Альбомы
| Название                     | Релиз                                                                               |
| ---------------------------- | ----------------------------------------------------------------------------------- |
| «Colcci: Party All the Time» | - Выпущен: 15 августа 2016 - Лейбл: House Mag Records - Формат: Цифровое скачивание |

### Синглы
| Название                                                                      | Год  | Позиции в чарте | Позиции в чарте | Позиции в чарте | Позиции в чарте | Позиции в чарте | Позиции в чарте | Позиции в чарте | Позиции в чарте | Позиции в чарте | Позиции в чарте | Альбом                                      |
| Название                                                                      | Год  | BRA             | AUT             | DEN             | FIN             | FRA             | GER             | NL              | NOR             | SWE             | US Dance        | Альбом                                      |
| ----------------------------------------------------------------------------- | ---- | --------------- | --------------- | --------------- | --------------- | --------------- | --------------- | --------------- | --------------- | --------------- | --------------- | ------------------------------------------- |
| «Superstition»                                                                | 2012 | —               | —               | —               | —               | —               | —               | —               | —               | —               | —               | Вне альбома                                 |
| «We Need Hip Hop»                                                             | 2012 | —               | —               | —               | —               | —               | —               | —               | —               | —               | —               | Вне альбома                                 |
| «Put Some Sax On»                                                             | 2013 | —               | —               | —               | —               | —               | —               | —               | —               | —               | —               | Вне альбома                                 |
| «Arabe»                                                                       | 2013 | —               | —               | —               | —               | —               | —               | —               | —               | —               | —               | Вне альбома                                 |
| «Higher»                                                                      | 2014 | —               | —               | —               | —               | —               | —               | —               | —               | —               | —               | Вне альбома                                 |
| «Naughty People« (Совместно с Yves Paquet)                                    | 2014 | —               | —               | —               | —               | —               | —               | —               | —               | —               | —               | Вне альбома                                 |
| «I Know You Feel It»                                                          | 2014 | —               | —               | —               | —               | —               | —               | —               | —               | —               | —               | Вне альбома                                 |
| «House Hop»                                                                   | 2014 | —               | —               | —               | —               | —               | —               | —               | —               | —               | —               | Вне альбома                                 |
| «Play My Game»                                                                | 2014 | —               | —               | —               | —               | —               | —               | —               | —               | —               | —               | Вне альбома                                 |
| «The Future»                                                                  | 2015 | —               | —               | —               | —               | —               | —               | —               | —               | —               | —               | Вне альбома                                 |
| «Winter Sunset» (При участии Dazzo & Ellie Ka)                                | 2015 | —               | —               | —               | —               | —               | —               | —               | —               | —               | —               | Вне альбома                                 |
| «Who Gives» (При участии Shapeless)                                           | 2015 | —               | —               | —               | —               | —               | —               | —               | —               | —               | —               | Вне альбома                                 |
| «Yawanawa»                                                                    | 2015 | —               | —               | —               | —               | —               | —               | —               | —               | —               | —               | Вне альбома                                 |
| «Feels Good» (При участии Diego Miranda)                                      | 2015 | —               | —               | —               | —               | —               | —               | —               | —               | —               | —               | Вне альбома                                 |
| «Freedom in the Valley» (При участии Dressel, Daavar & Zeppeliin)             | 2015 | —               | —               | —               | —               | —               | —               | —               | —               | —               | —               | Вне альбома                                 |
| «Liquid Blue» (При участии Dazzo)                                             | 2016 | —               | —               | —               | —               | —               | —               | —               | —               | —               | —               | Вне альбома                                 |
| «I Need the Bass» (При участии Sevenn)                                        | 2016 | —               | —               | —               | —               | —               | —               | —               | —               | —               | —               | Вне альбома                                 |
| «Mix Forever»                                                                 | 2016 | —               | —               | —               | —               | —               | —               | —               | —               | —               | —               | Вне альбома                                 |
| «Addiction» (При участии Nytron)                                              | 2016 | —               | —               | —               | —               | —               | —               | —               | —               | —               | —               | Вне альбома                                 |
| «Me & You» (Совместно с Iro)                                                  | 2016 | —               | —               | —               | —               | —               | —               | —               | —               | —               | —               | XOXO (Music from the Netflix Original Film) |
| «Byob» (При участии Sevenn)                                                   | 2016 | —               | —               | —               | —               | —               | —               | —               | —               | —               | —               | Вне альбома                                 |
| «Bolum Back» (При участии Liu)                                                | 2016 | —               | —               | —               | —               | —               | —               | —               | —               | —               | —               | Вне альбома                                 |
| «Do It» (При участии Dazzo & Barja)                                           | 2016 | —               | —               | —               | —               | —               | —               | —               | —               | —               | —               | Вне альбома                                 |
| «All I Want» (При участии Liu & Stonefox)                                     | 2016 | —               | —               | —               | —               | —               | —               | —               | —               | —               | —               | Вне альбома                                 |
| «Hear Me Now» (При участии Bruno Martini & Zeeba)                             | 2016 | 54              | 40              | 40              | 14              | 17              | 50              | 57              | 8               | 11              | 20              | Вне альбома                                 |
| «Sirene» (При участии Cat Dealers)                                            | 2017 | —               | —               | —               | —               | —               | —               | —               | —               | —               | —               | Вне альбома                                 |
| «Fuego» (При участии Bhaskar)                                                 | 2017 | —               | —               | —               | —               | 173             | —               | —               | —               | —               | —               | Вне альбома                                 |
| «Never Let Me Go» (При участии Bruno Martini & Zeeba)                         | 2017 | 87              | —               | —               | —               | —               | —               | —               | —               | —               | —               | Вне альбома                                 |
| «Love Is a Temple» (Совместно с Iro)                                          | 2017 | —               | —               | —               | —               | —               | —               | —               | —               | —               | —               | Вне альбома                                 |
| «BYOB» (При участии Sevenn)                                                   | 2017 | —               | —               | —               | —               | —               | —               | —               | —               | —               | —               | Вне альбома                                 |
| «Villamix (Suave)» (При участии Matheus & Kauan)                              | 2017 | —               | —               | —               | —               | —               | —               | —               | —               | —               | —               | Вне альбома                                 |
| «Alien Technology» (При участии HI-LO)                                        | 2017 | —               | —               | —               | —               | —               | —               | —               | —               | —               | —               | Вне альбома                                 |
| «Big Jet Plane» (При участии Mathieu Koss)                                    | 2017 | —               | —               | —               | —               | —               | —               | —               | —               | —               | —               | Вне альбома                                 |
| "—" означает что сингл не попал в чарт или не издавался на данной территории. |      |                 |                 |                 |                 |                 |                 |                 |                 |                 |                 |                                             |

## Награды
| Год  | Награда                                                     | Номинация             | Номинант или номинируемая работа | Результат |
| ---- | ----------------------------------------------------------- | --------------------- | -------------------------------- | --------- |
| 2016 | International Dance Music Awards by Winter Music Conference | Best Break-Through DJ | Alok                             | Номинация |
| 2017 | VI Prêmio RMC                                               | DJ Big Room           | Alok                             | Номинация |
| 2017 | VI Prêmio RMC                                               | Track do Ano          | «Hear Me Now»                    | Номинация |
| 2017 | MTV Millennial Awards                                       | Best DJ               | Alok                             | Номинация |